# Patrick Cadot
Pour les articles homonymes, voir Cadot.
Patrick Cadot, né le 23 août 1959 à Verviers (province de Liège), est un dessinateur belge de bande dessinée. Il collabore régulièrement au journal Tintin avec des récits complets pendant une dizaine d'années, il est le créateur de Yvain et Yvon et Chaffoux, sur des scénarios de Michel de Bom.

## Biographie
Patrick Cadot naît le 23 août 1959 à Verviers,. Il commence à travailler pour Spirou à vingt ans en 1980, avec des mini-récits, mettant en scène Les Jumeaux,. Avant 1983, il fait son apprentissage avec principalement Noël — Pol Noël — comme scénariste. Il fait une rencontre marquante en la personne d'Endry qu'il considère comme son père spirituel et travaille dans son studio bruxellois.
Il œuvre ensuite dans les hebdomadaires de la presse scolaire catholique Tremplin et Bonjour de 1981 à 1983, pour les Presses européennes.
Patrick Cadot entre au journal de Tintin en 1983. Il y illustre d'abord Rascaille et Flodalcol, deux pirates sans le sous mais plein d'astuces, avec un scénario de Michel de Bom, en 1983-1984. Il dessine aussi des récits complets documentaires sur des textes de Bom, publiés dans Tintin de 1984 à 1985.
Cadot crée les dessins de la série jeunesse Yvain et Yvon de 1985 à 1987, toujours avec Bom dans Tintin,. Il crée en parallèle Chaffoux, publié dans Tintin de 1986 à 1988, avec le même scénariste. Cadot illustre Les Jeux de Fanny et Romain, de 1987 à 1988, qui paraissent aux éditions Keesing.
Il dessine ensuite Les Extraordinaires Aventures de Jordan, scénarisé par Philippe Richelle et publié dans Hello Bédé de 1990 à 1992, collecté en albums aux éditions Le Lombard (2 volumes en 1990) puis tardivement chez La Vache qui Médite en 2021. Cette série conte les aventures fantastico-policières d'un gamin détective. En 1991, avec Jean-François Debaty au scénario, il dessine les 80 gags d'Arpo, un volatile de la décharge publique toujours pour Hello Bédé jusqu'en 1993.
Ensuite, Cadot quitte le milieu de la bande dessinée pour se consacrer à ses premières amours, l'enseignement. Il devient rapidement directeur à l'école primaire Pierre Rapsat de Verviers, sa ville natale.
Toute l'œuvre de Patrick Cadot est une bande dessinée jeunesse.

## Œuvre

### Albums de bande dessinée

#### Les Jumeaux
- mini-récits en supplément de Spirou, scénario et dessins de Patrick Cadot, sauf 1 et 2 (scénarios Noël), Dupuis, collection Mini-récits[5] :

1. La Pêche sèche, supplément au Spirou no 2225 du 4 décembre 1980, éd. Dupuis ;
2. Les Jumeaux sans cervelle, supplément au Spirou no 2331 du 16 décembre 1982, Dupuis ;
3. Jeux d'enfants, 1983.

#### L'Oiseau de la paix
- L'Oiseau de la paix[11], Association du livre de la paix, janvier 1986
Scénario et couleurs : collectif - Dessin : collectif dont Patrick Cadot40 auteurs réunis pour un album pour la paix.

Yvain et Yvon
- 1. La Piste du Baphomet[12], Le Lombard, Bruxelles, juillet 1987
Scénario : Bom - Dessin : Patrick Cadot - Couleurs : Jean-François Debaty -  (ISBN 2-8036-0650-X)
- 2. Le Roi des loups, Le Lombard, Bruxelles, mars 1988
Scénario : Bom - Dessin : Patrick Cadot - Couleurs : Jean-François Debaty -  (ISBN 2-8036-0674-7)
- 3. Le Cheval des étoiles, Le Lombard, Bruxelles, septembre 1988
Scénario : Bom - Dessin : Patrick Cadot - Couleurs : Jean-François Debaty -  (ISBN 2-8036-0704-2)
- 4. L'Enfant de la nuit, Le Lombard, Bruxelles, mai 1989
Scénario : Bom - Dessin : Patrick Cadot - Couleurs : Jean-François Debaty -  (ISBN 2-8036-0751-4)
- 5. Les Inédits 1, La Vache qui Médite, Wavre, octobre 2023
Scénario : Bom - Dessin : Patrick Cadot - Couleurs : quadrichromie
- 6. Les Inédits 2, La Vache qui Médite, Wavre, 2024
Scénario : Bom - Dessin : Patrick Cadot - Couleurs : quadrichromie

#### Les Extraordinaires Aventures de Jordan
- 1. Les Statues englouties[9], Le Lombard, Bruxelles, février 1990
Scénario : Philippe Richelle - Dessin : Patrick Cadot - Couleurs : Jean-François Debaty -  (ISBN 2-8036-0794-8)
- 2. Les Mannequins de cire, Le Lombard, Bruxelles, novembre 1990
Scénario : Philippe Richelle - Dessin : Patrick Cadot - Couleurs : Jean-François Debaty -  (ISBN 2-8036-0853-7)
- 3. La Tombe d'Hannibal Hobbes, La Vache qui Médite, août 2021
Scénario : Philippe Richelle - Dessin : Patrick Cadot - Couleurs : Jean-François Debaty,La Tombe d'Hannibal Hobbes est paru dans Hello Bédé, du numéro 4 du 04/02/1992 au numéro 14 du 7 avril 1992. Cette histoire est totalement inédite en album.

### Collections publiques
6 œuvres de cet artiste sont conservées au Centre belge de la bande dessinée et font partie du patrimoine mobilier de la région Bruxelles-Capitale.

#### Livres
: document utilisé comme source pour la rédaction de cet article.
- Henri Filippini, Dictionnaire de la bande dessinée, Paris, Bordas, 1989, 731 p., ill. ; 27 cm (ISBN 2-04-018455-4, OCLC 1244909550, BNF 35065653, présentation en ligne), p. 596.
- Jean-Louis Lechat, Un demi-siècle d’aventures t. 2 : 1970 - 1996, Bruxelles, Le Lombard, 5 décembre 1996, 224 p., ill. ; 31 cm (ISBN 280361233X, OCLC 37995939, BNF 37539082, présentation en ligne), p. 110, 129, 136. .
- Jean Pirotte (dir.) et Luc Courtois, « Cadot, Patrice », dans Du régional à l'universel: l'imaginaire wallon dans la bande dessinée, Louvain-la-Neuve, Fondation wallonne Pierre-Marie et Jean-François Humblet, 1999, 316 p., ill. ; 30 cm (ISBN 9782960007237 et 2-9600072-3-9, OCLC 44994672), p. 209. .
- Jacques Fiérain, « Cadot, Patrick », dans La BD dans les provinces de Liège, Namur et Luxembourg, Charleroi, Éd. l'Âge d'or, 2004, 112 p., ill. ; 31 cm (ISBN 9782960019698, OCLC 470388297, présentation en ligne), p. 17.
- Philippe Mellot, Michel Denni, Laurent Turpin et Isabelle Morzadec, Trésors de la bande dessinée : BDM 2021-2022 - Catalogue encyclopédique et Argus, Paris, Les Arènes, novembre 2020, 22e éd., 1700 p., ill. ; 23 cm (ISBN 9791037502582, OCLC 1240308146, présentation en ligne), p. 603, 1325, 1364. .

#### Articles
Océane Gaspar, « Un lâcher de ballons à visée pédagogique à l’école Pierre Rapsat », Sudinfo,‎ 14 novembre 2018 (lire en ligne, consulté le 27 octobre 2022).

### Podcasts
- Interview avec Patrick Cadot et Hommage à Endry émission Eclectrique présentée par Romain Pierre Giergen, sur 48FM via Mixcloud, 2018, (34 min 38 s).

### Vidéographie
- Verviers: un lâcher de ballons pédagogique à l'école Pierre Rapsat sur Sudinfo, interview : Océane Gaspar (1 min 8 s), 14 novembre 2018.